# اتحاد شعب الجزيرة العربية
اتحاد شعب الجزيرة العربية أو اتحاد شعب شبه الجزيرة العربية هو تنظيم سياسي قومي عربي ديموقراطي معارض لنظام الحكم في المملكة العربية السعودية. أسسه المعارض السعودي ناصر السعيد في حائل عام 1959. وانضم إليه المعارض السعودي عبد الكريم أحمد مقبل القحطاني، والإيديولوجيا التي يحملها هذا التنظيم هي الناصرية.

## الكفاح المسلح
بدأ التنظيم المعارضة المسلحة الفعلية مستغلا أحداث حرب اليمن في نهاية عام 1966، وبداية عام 1967 من خلال سلسلة تفجيرات في العاصمة الرياض، في مبنى محطة البريد وفندق زهرة الشرق بالرياض، وتفجيرات بالمنطقة الشرقية في مبنى الأمن العام وفي خط أنابيب التابلاين، وحينها تم القبض على 17 شخص من السعوديين و اليمنيين  ادعت السلطة أنهم من قام بالتفجيرات وأعدمتهم علناً.

## محاولة تفجير مبنى وزارة الدفاع
في 11 فبراير من عام 1967 انفجرت قنبلة خارج مبنى وزارة الدفاع في العاصمة الرياض.

## حملة اعتقالات
بعد التفجيرات والقبض على منفذيها، حدثت عمليات اعتقال في صفوف أعضاء الحزب في الفترة الممتدة من عام 1969 إلى عام 1971.

## نهاية التنظيم
بعد حملة الاعتقالات التي حصلت لكوادر التنظيم في نهاية الستينات وبداية السبعينات، وبعد وفاة جمال عبد الناصر ونهاية الدعم المصري للحزب أدت كل هذه العوامل إلى إضعاف التنظيم، حتى أن انتهى بالكامل بعد اغتيال مؤسسه ناصر السعيد في نوفمبر من عام 1979 في بيروت، وانضم أغلب أعضائه إلى منظمة أحرار الجزيرة العربية واجهة حزب البعث في السعودية.